# George Adalbert von Mülverstedt

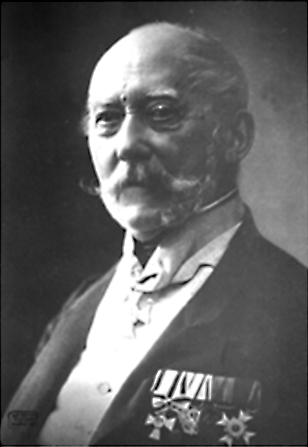
George Adalbert von Mülverstedt

Johann George Adalbert von Mülverstedt (* 4. Juli 1825 in Neufahrwasser; † 29. September 1914 in Magdeburg) war ein deutscher Archivar, Historiker, Numismatiker und Heraldiker.

## Herkunft
Seine Eltern waren Johann Karl von Muelverstedt (* 1765), preußischer Leutnant und späterer Salzmagazininspektor, und dessen Ehefrau Maria Emilie Schütz (* 1792), Tochter des Kriegsrats und Provinzialsalzdirektors Johann Friedrich Schütz und der  Louisa Helena Kunze. Seine Großeltern väterlicherseits waren Johann Georg von Muelverstedt und Maria Eleonora von Mackrodt.

## Leben
Er besuchte bis 1844 das Gymnasium in Tilsit und begann danach ein Studium der Philologie an der Universität Königsberg. Aus gesundheitlichen Gründen musste er dies abbrechen und begann 1847 ein Studium der Rechtswissenschaften, das er 1849 beendete.
Im Juni 1850 nahm er als Appellationsgerichtsauskultator die Tätigkeit am Kreisgericht Königsberg auf und legte zwei Jahre später die Referendariatsprüfung ab. In seiner Freizeit beschäftigte er sich mit der Adelsgeschichte und benutzte dazu Archivalien des Provinzial- und späteren Staatsarchivs Königsberg. Er beteiligte sich schon bald an der Ordnung dieses Archivs und legte dort eine Sammlung genealogischer Daten über Adelsfamilien, das sogenannte Adelsarchiv, an. Von 1855 bis 1857 ordnete er das Archiv der Landstände der Mark Brandenburg in Berlin (Archiv der brandenburgischen Provinzialstände) neu und legte im folgenden Jahr eine erste Publikation vor. Seine Arbeit mit dem Titel “Die ältere Verfassung der Landstände der Mark Brandenburg, vornehmlich im 16. und 17. Jahrhundert” fand allgemeine Anerkennung.
Am 1. April 1857 trat er offiziell in den staatlichen Archivdienst ein und bereits im darauffolgenden Jahr wurde ihm die Leitung des Provinzialarchivs (später Staatsarchiv) Magdeburg übertragen. Diese Tätigkeit übte er bis zum Eintritt in den Ruhestand im Juni 1898 aus. Während seiner Amtszeit veröffentlichte er zahlreiche Aufsätze in den Zeitschriften historischer Vereine; allein in den Jahresberichten des Altmärkischen Vereins für vaterländische Geschichte und Industrie publizierte er von 1864 bis 1906 37 Beiträge (ohne Zusätze und Nachträge).

## Ehrungen
Er erhielt für seine Verdienste unter anderem den Hausorden Albrechts des Bären 1. Klasse (1870), den Roten Adlerorden 3. Klasse (1896), den Kronenorden und den Lippischen Hausorden 3. Klasse (1898).
1865 wurde er zum Archivrat und 1877 zum Geheimen Archivrat ernannt. Der Altmärkische Verein für Vaterländische Geschichte und Industrie ernannte ihn 1888 zum Ehrenmitglied.

## Werke (Auswahl)
- Ueber den Namen der Kirche Juditten. Vortrag in der Versammlung der Prussia am 1. Oct. 1853 gehalten. In: Preußische Provinzial-Blätter. Band 4, Königsberg 1853, S. 367–377.
- Fromme Stiftungen in Preußen. In: Neue Preußische Provinzial-Blätter. Band 10, Königsberg 1856, S. 1–23 und S. 125–152.
- Ursprung und Alter des Gräflich v. Lehndorffschen Geschlechts. Eine historisch-genealogische Abhandlung. In. Neue Preußische Provinzial-Blätter. Andere Folge, Band 9, Königsberg 1856, S. 1–30 und S. 89–110.
- Verzeichniß der Amtshauptleute, Erbamtshauptleute, Amtsmänner, Landrichter, Ober-Kstenherren, Kastenherren, Fischmeister, Jägermeister, Mühlmeister etc. in Preußen 1525–1806. In: Neue Preußische Provinzial-Blätter. Band 10, Königsberg 1856, S. 32–25 , S. 182–186, S. 364–370 und ?
- Die von Helffenstein in Preußen. In: Neue Preußische Provinzial-Blätter. Band 10, Königsberg 1856, S. 401–428.
- Die Namen Ermeland und Warmien. – Die Heidenburgen des Bartergaues. Heinrich von Sorbaum, Bischof von Ermeland. In: Preußische Provinzial-Blätter, Jahrgang 1857 (= Neue preußische Provinzial-Blätter, Band XI). Königsberg 1857, S. 65–73, S. 179–198 und S. 283–296.
- Urkunden, Regesten zur Geschichte und Genealogie der Herren von Kotze, nebst einer Einleitung in die Familien-Geschichte, kurzen Übersicht derselben und des Familien-Grundbesitzes, Stamm-, Ahnen-, Wappen- und Siegel-Tafeln, auch einer Ansicht des Schlosses Germersleben im 17. Jahrhundert und einem Register. Baensch, Magdeburg 1866 Digitalisat.
- Magdeburgisches Münzkabinett des neuen Zeitalters, 1868.
- Wer durfte im Dom zu Magdeburg im Mittelalter begraben werden? Zugleich ein Beitrag zur Geschichte des Ministerialwesens im Erzstift Magdeburg, 1871.
- Über das Adelsgeschlecht Valie u. einige andere ritterliche Geschlechter in der Umgegend von Stendal. 1875 Digitalisat
- Der abgestorbene Adel der Provinz Sachsen, ausschließlich der Altmark. In: Siebmachers großes und allgemeines Wappenbuch, Bd. VI, Abteilung 6 (2 Bände), 1874.
- Der abgestorbene preußische Adel, der Provinz Preußen (Ost- und Westpreußen). In: Siebmachers großes Wappenbuch, Bd. VI, Abteilung 4, Nürnberg 1874.
- Ein verschollenes Adelsgeschlecht der Oberlausitz in Preußen, in: Neues Lausitzisches Magazin, Band 67, Görlitz 1891, S. 147–192 (Google Books).
- Der abgestorbene Adel der Provinz Pommern, Bauer & Raspe, Nürnberg 1894 (Google Books).
- Der abgestorbene preußische Adel, der Provinz Preußen (Ost- und Westpreußen). (Ergänzungen). In: Siebmachers großes Wappenbuch, Bd. VII, Abteilung 3,a, Nürnberg 1900.
- Geschichtliche Nachrichten von dem Geschlecht v. Gaudecker. Magdeburg 1877.
- Regesta Archiepiscopatus Magdeburgensis (3 Bände), 1876–1899 Digitalisat BSB.
- Codex Diplomaticus Alvenslebianus. Urkunden-Sammlung zur Geschichte des Geschlechts von Alvensleben und seiner Besitzungen (5 Bände), 1879–1900.
  - Band 1: Bis zum Jahr 1412. Magdeburg 1879 (Digitalisat).
- (Hrsg.) Geschichte des Hauses Stolberg vom Jahre 1210 bis zum Jahre 1511. E. Baensch jun., Magdeburg 1883. Digitalisat
- (Hrsg.) Regesta Stolbergica. Magdeburg 1885.
- Geschichtliche Nachrichten von dem altpreußischen Adelsgeschlecht von Ostau. Magdeburg 1886.
- Die brandenburgische Kriegsmacht unter dem Großen Kurfürsten. Quellenmäßige Darstellung aller einzelnen, in der Zeit von 1640 bis 1688 bestehenden kurbrandenburgischen Regimenter und sonstigen selbständigen Truppenkörper nebst Festungen, der Marine &c.; mit einer Beigabe bisher ungedruckter Urkunden, sowie von 127 Ranglisten und Musterrollen. Baensch, Magdeburg 1888 (Digitalisat).
- Ein verschollenes Adelsgeschlecht der Oberlausitz in Preußen; nebst einigen Gedanken über die Nationalität alter oberlausitzircher Adelsgeschlechter. 1891 (Digitalisat).
- Urkundenbuch zur Geschichte des altadeligen Geschlechts von Oppen. 2 Bände, Magdeburg 1893–1896.
  - Band 1: Von 1207 bis 1648. 1893 (Digitalisat).
  - Band 2: Von 1649 bis 1856 und Nachtrag von 1432 bis 1827. 1896 (Digitalisat).
- Urkundenbuch zur Geschichte und Genealogie des Geschlechts v. Kalckstein. Magdeburg 1906.
- Die Vasallen-Register und Tabellen der Hauptämter in Masuren. Zur Geschichte masurischer Ortschaften. In: Mitteilungen der literarischen Gesellschaft Masovia, Heft 11, Lötzen 1906.
- Die Wappen der von Wantoch-, von Gynz-, von Styp- und von Wrycz-Rekowski. In: Mitteilungen des Vereins für kaschubische Volkskunde, Heft I, Hrsg. Dr. F. Lorentz und I. Guglowski, Leipzig: Otto Harrassowitz 1908, S. 168–182 (Digitalisat, PDF, 5,23 MB)